# Réalisme socialiste

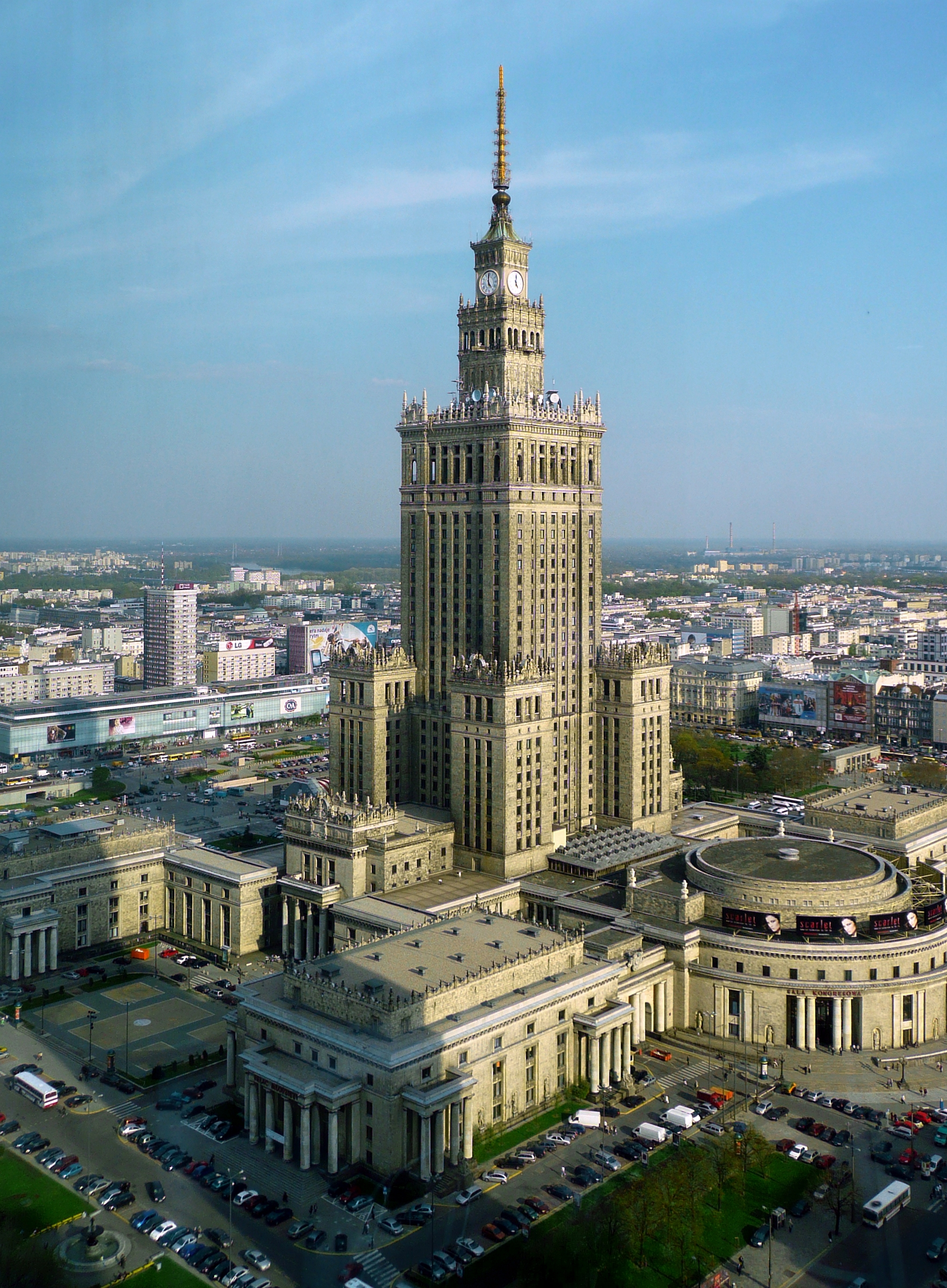
Édifice à Varsovie (1955) dans la série des gratte-ciel staliniens construits dans le bloc de l'Est.

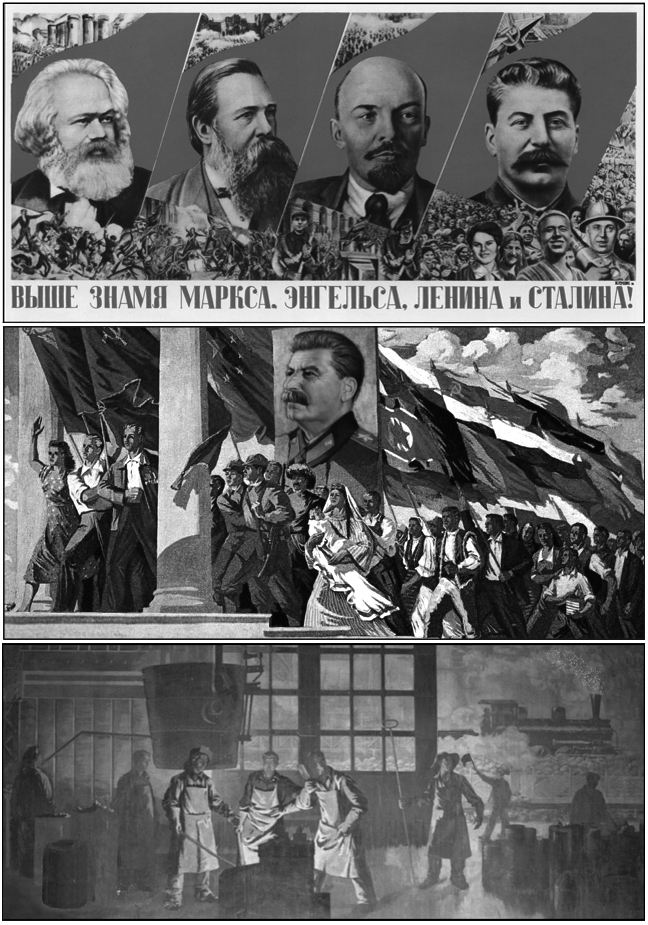
Art graphique en style « réaliste socialiste » (œuvres collectives anonymes, murales) : en haut Sous la bannière de Marx, Engels, Lénine et Staline (1933), au milieu Longue vie au camarade Staline (1949) et en bas Ouvriers à leur devoir (autour de 1950).

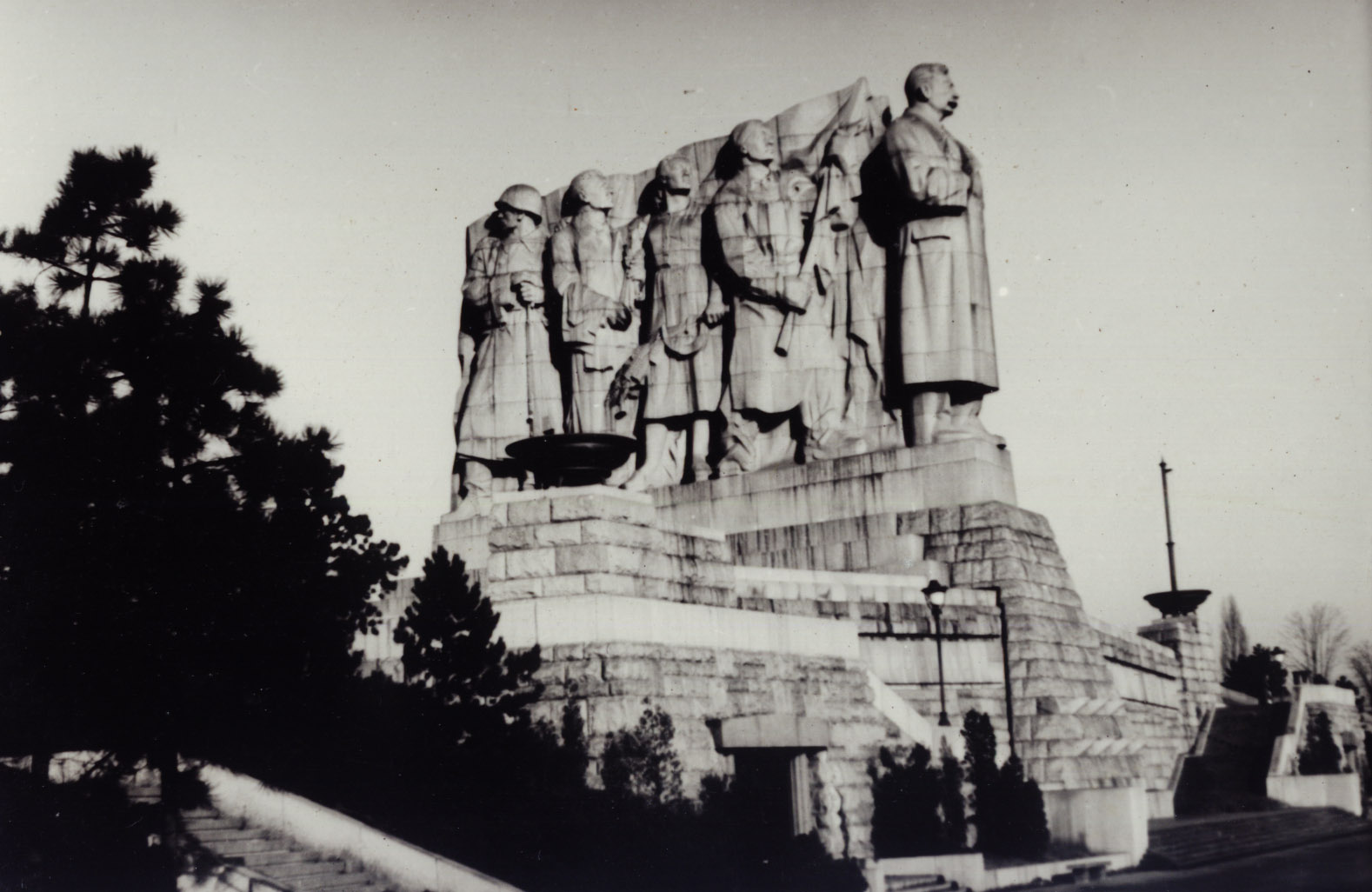
Monument à Staline à Prague (1955-1962) autre exemple gigantesque du réalisme socialiste.

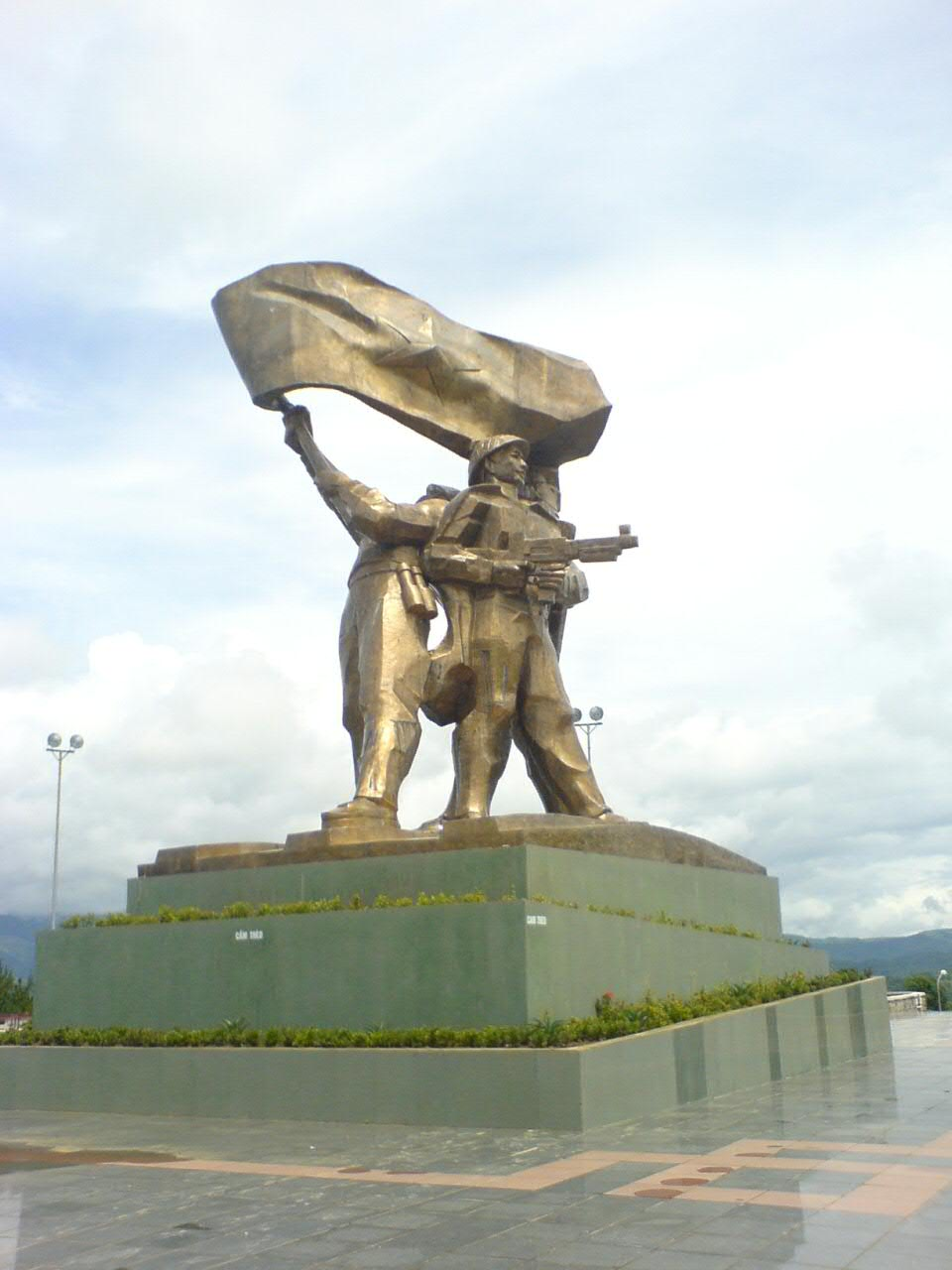
Monument à la mémoire de la bataille de Diên Biên Phu, au Viêt Nam.

Le réalisme socialiste (abrégé соцреализм en russe et socreal dans les pays satellites) est une doctrine littéraire et artistique du XXe siècle inspirée du réalisme et dans laquelle l’œuvre doit refléter et promouvoir les principes du communisme de type soviétique.
En Union soviétique, dans le bloc de l'Est, en Mongolie communiste, en Chine, en Corée du Nord, au Vietnam, à Cuba et dans une moindre mesure en Yougoslavie, le réalisme socialiste est un courant artistique érigé en canon par un État dit marxiste-léniniste pour illustrer de manière la plus figurative possible, dans des postures à la fois académiques et héroïques, la « réalité sociale » des classes populaires, des travailleurs, des militants et des combattants des guerres dans lesquelles ces pays furent impliqués. Le réalisme socialiste fait de l'art un instrument d'éducation et de propagande, en mettant de l'avant la critique et la représentation des contradictions du capitalisme et la description du développement révolutionnaire et l'émancipation du prolétariat et la paysannerie.
Le concept de « réalisme socialiste » est établi comme doctrine et forme d'art officielle de l'Union soviétique lors de débats qui ont lieu entre la création en 1932 et le Ier congrès de l'Union des écrivains soviétiques en 1934.

## Évolution historique du réalisme socialiste

### Élaboration de la doctrine
« Le réalisme socialiste, étant la méthode fondamentale de la littérature et de la critique littéraire soviétiques, exige de l'artiste une représentation véridique, historiquement concrète de la réalité dans son développement révolutionnaire. D'autre part, la véracité et le caractère historiquement concret de la représentation artistique du réel doivent se combiner à la tâche de la transformation et de l'éducation idéologiques des travailleurs dans l'esprit du socialisme. »

— Extrait des statuts de l'Union des écrivains soviétiques, 1934

### Soviétisation de l'art en République démocratique allemande et dans le reste de l'Europe de l'Est

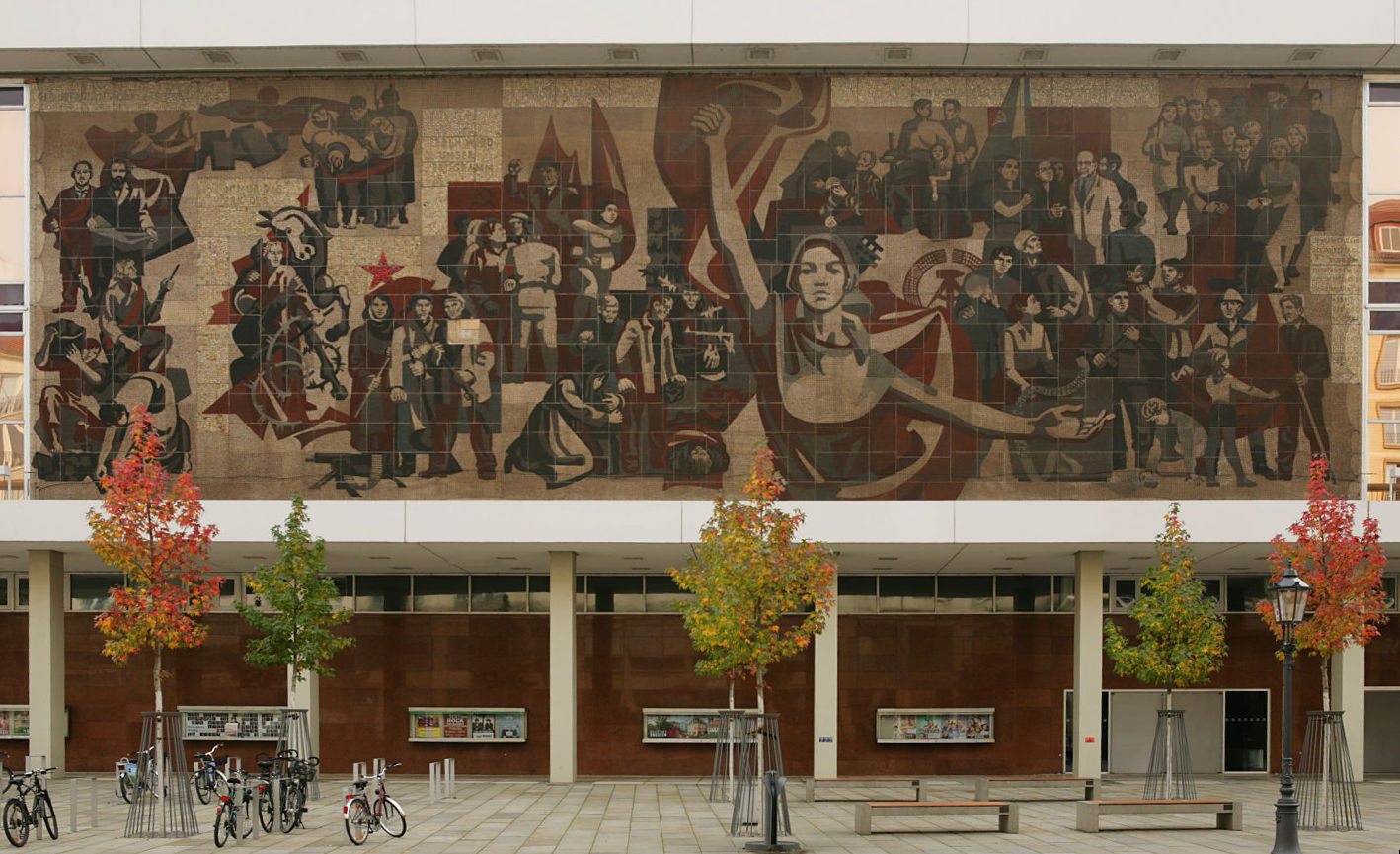
La voie de la bannière rouge : œuvre collective anonyme, murale, dans le style socialiste réaliste, Palais de la Culture de Dresde, Allemagne de l'Est.

Les premiers jalons de l'implantation du réalisme socialiste soviétique en Allemagne de l'Est sont la construction de Maison de la culture de l’Union soviétique à Berlin-Est en février 1947, l'application de la doctrine Jdanov en Europe de l'Est qui mène la tenue de la 3e exposition nationale de Dresde en mars 1953, où le réalisme socialiste est mis de l'avant, et, comme dans les autres pays communistes, la création d’une « Union des artistes plasticiens » (Verband Bildender Künstler, VBK) en 1952, destinée à surveiller et contrôler les artistes. Malgré tout, dans le cas de la RDA, les artistes ne s'investiront pas véritablement dans le modèle du réalisme socialiste. Les deux raisons principales sont que les musées allemands se sont vu confisquer plusieurs tableaux et que le réalisme stalinien ne plaisait pas. Toutefois, les organisations comme "l'Union des artistes plasticiens" proposaient de bonnes occasions d'échanger avec les artistes soviétiques. Ce qui démontre que malgré ce refus relatif à s'inscrire dans le réalisme socialiste, l'URSS gardait son influence sur les œuvres des artistes est-allemands.

### Réalisme socialiste en Chine maoïste
« Dans le monde d'aujourd'hui, toute culture, toute littérature et tout art appartiennent à une classe déterminée et relèvent d'une ligne politique définie. Il n'existe pas, dans la réalité, d'art pour l'art, d'art au-dessus des classes, ni d'art qui se développe en dehors de la politique ou indépendamment d'elle. La littérature et l'art prolétarien font partie de l'ensemble de la cause révolutionnaire du prolétariat ; ils sont, comme disait Lénine, "une petite roue et une petite vis du mécanisme général de la révolution". »

— Mao Zedong, Interventions aux causeries sur la littérature et l'art à Yenan, 1942

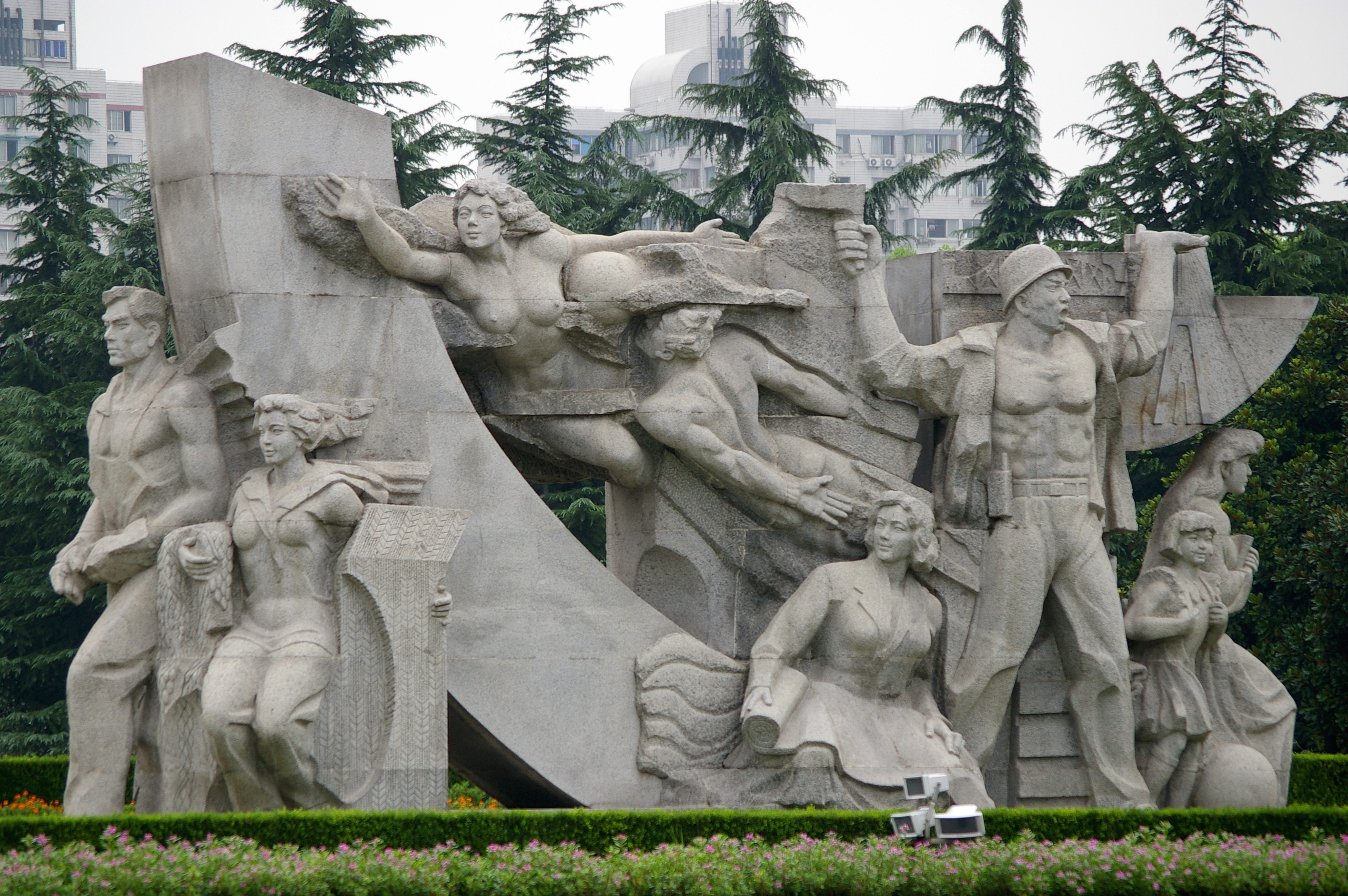
Sculpture au cimetière des Martyrs de Longhua, Shanghai, Chine.

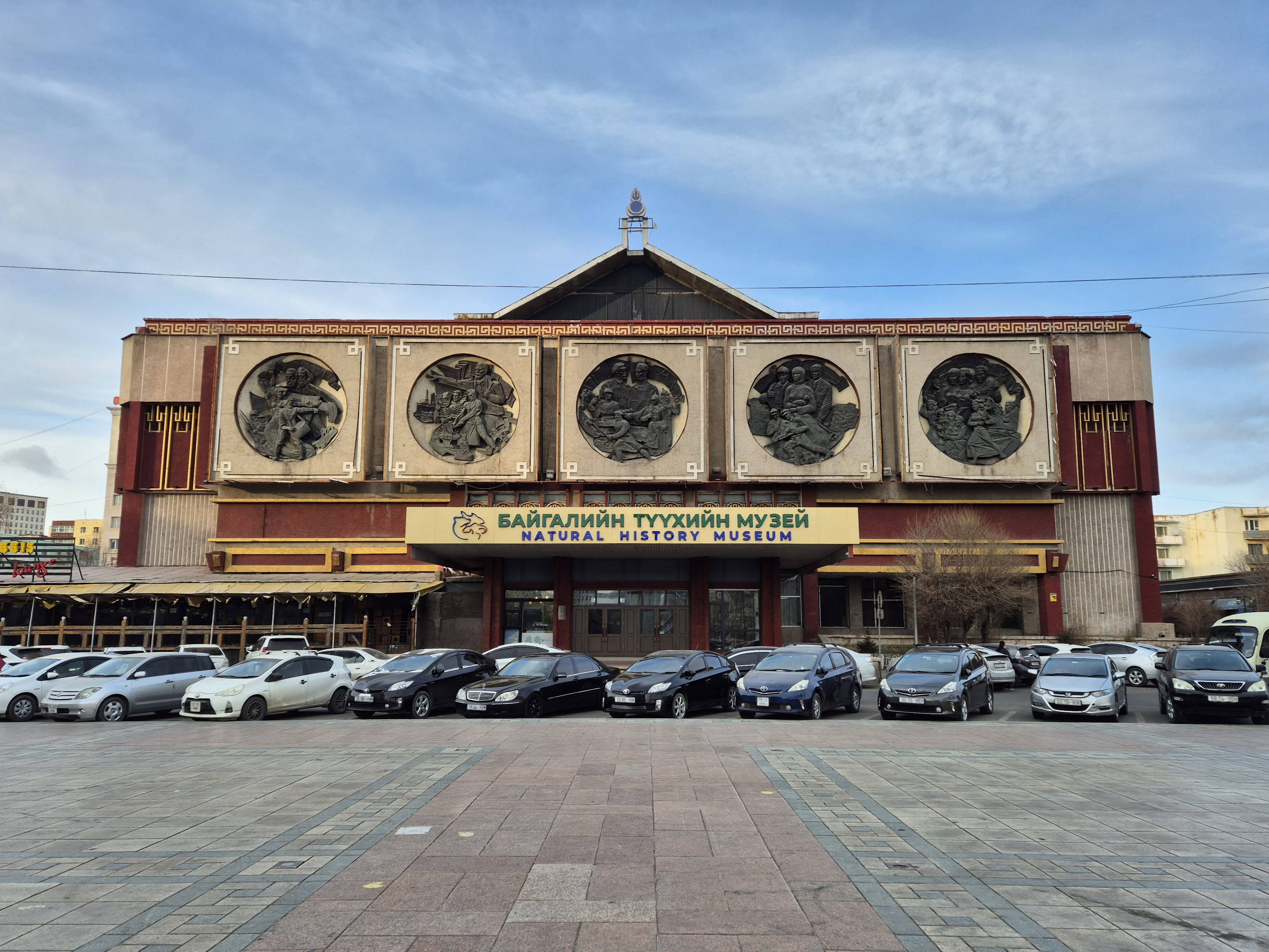
Bas-reliefs en style réaliste socialiste sur la façade de l'ancien musée de la Révolution, aujourd'hui Musée d'histoire naturelle (Oulan-Bator, illustrant la révolution communiste en Mongolie.

Pendant la révolution culturelle, sous l'autorité de Jiang Qing, la dernière épouse de Mao Zedong, seules huit œuvres peuvent être jouées dont deux ballets, Le Détachement féminin rouge et La Fille aux cheveux blancs.

### Déclin du réalisme socialiste

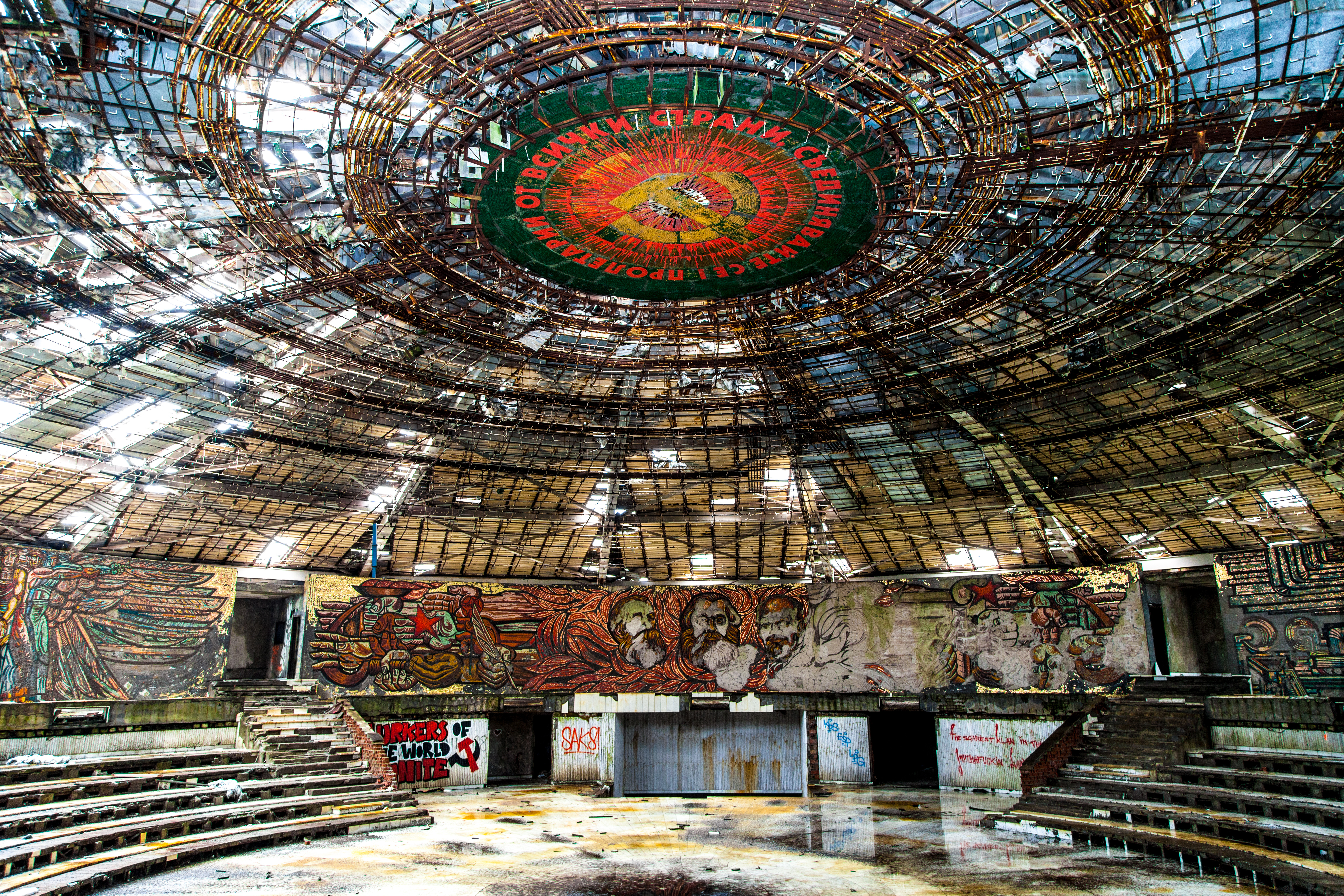
Auditorium en ruine au monument de Bouzloudja, Bulgarie.

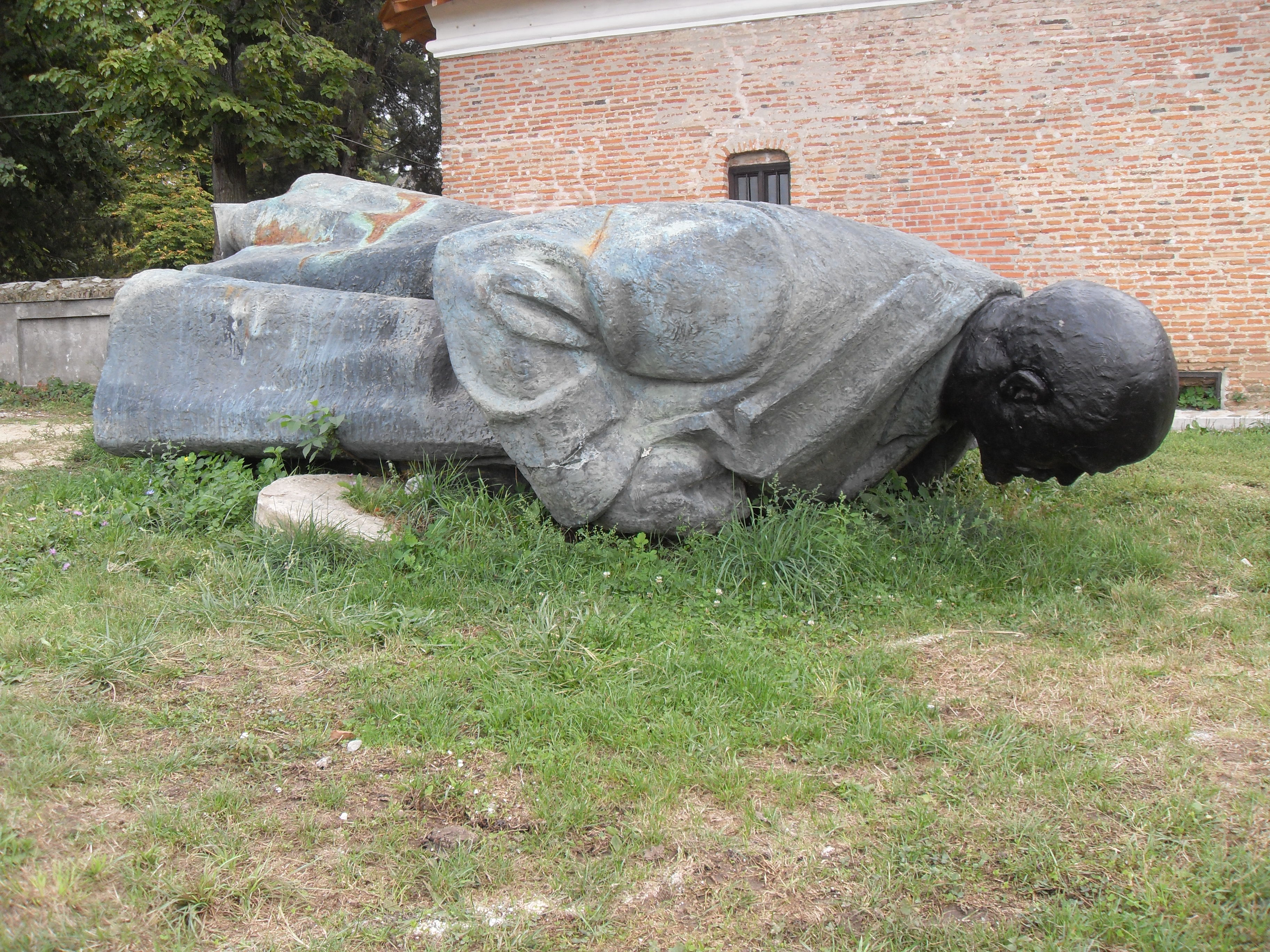
Statue de Lénine face contre terre en Roumanie, déboulonnée peu après la révolution roumaine de 1989.

La période des années 1970 et 1980 est présentée comme une période de déclin du réalisme socialiste. Lors de la période de déstalinisation et pendant l'Octobre polonais de 1956, le critique littéraire Artur Sandauer analyse les raisons qui ont conduit nombre d'artistes à se soumettre à la politique culturelle du stalinisme, comme résultant soit de leur opportunisme (pour les plus en vue) soit de la crainte d'être déclassés et de devoir renoncer à leur art (pour les autres). Après la chute des régimes communistes en Europe le réalisme socialiste, étroitement associé aux notions de contraintes, d'étouffement de la créativité, de répression et de dictature, n'a que rarement été considéré comme un patrimoine historique et un témoignage à conserver (comme au Memento Park de Budapest) et, sauf dans neuf pays (Biélorussie, Russie, Kazakhstan, Mongolie, Chine, Corée du Nord, Laos, Vietnam et Cuba) beaucoup d'œuvres de ce style ont été déplacées, détruites, démontées, remisées dans les réserves des musées, martelées sur les façades ; dans certains cas comme celui du Soldat de bronze soviétique de Tallinn, cela a pu donner lieu à des incidents diplomatiques avec la Russie.

## Réalisme socialiste par genre

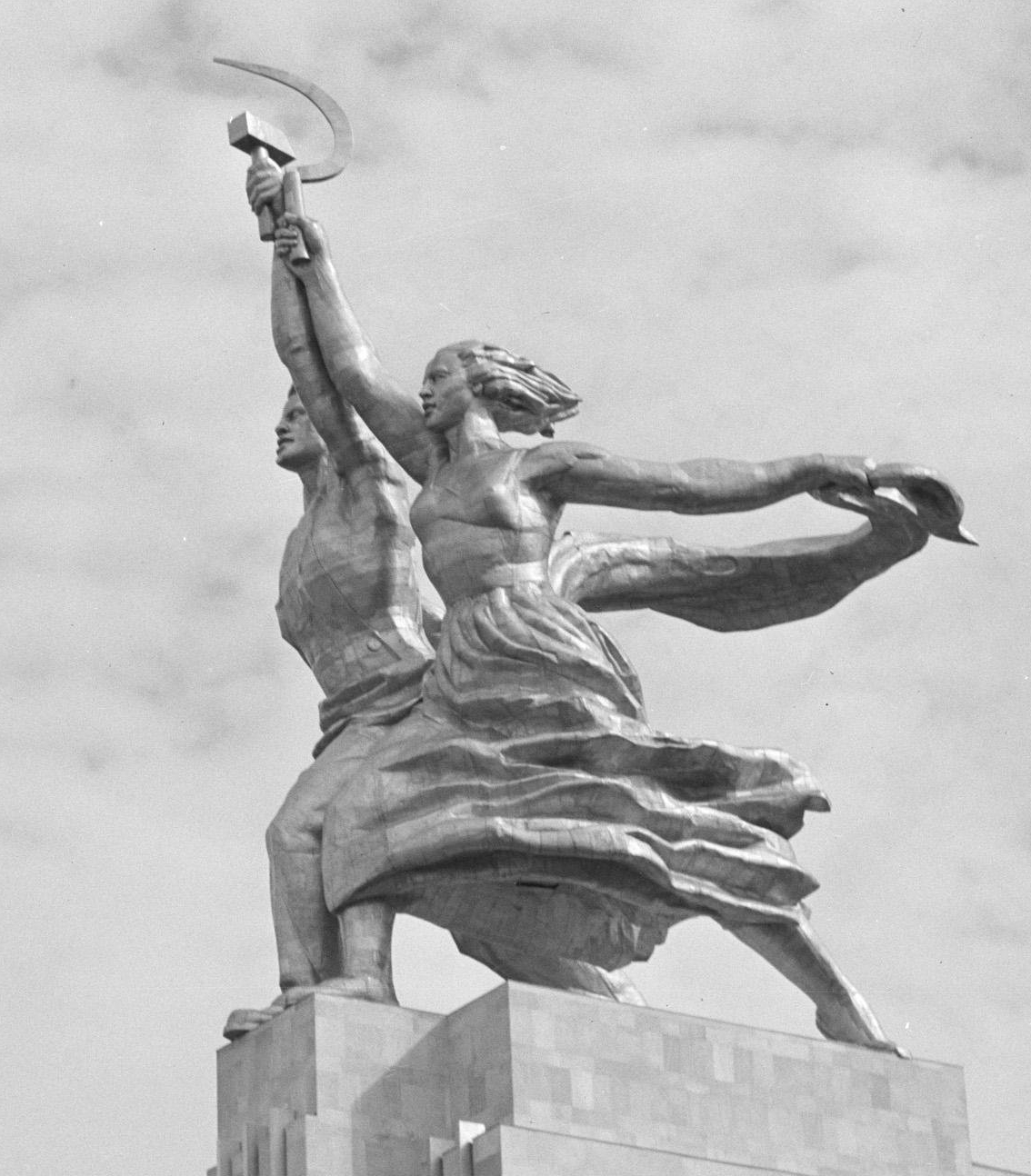
L'ouvrier et la kolkhozienne, Willem van de Poll, 1937

### Peinture
Le peintre Aleksandr Deineka est connu pour ses scènes expressionnistes et patriotiques représentant la Seconde Guerre mondiale, des fermes collectives et des scènes de sport. Iouriy Ivanovitch Pimenov, Boris Ioganson, Gueli Korzev, Fiodor Pavlovitch Rechetnikov sont d'autres représentants du réalisme socialiste.

### Sculpture
L'Ouvrier et la Kolkhozienne est un groupe sculpté créé par l'artiste russe Vera Ignatievna Moukhina en 1937. Il est devenu le symbole du « réalisme socialiste » soviétique. Le monument est composé de deux figures : une femme (la kolkhozienne) et un homme (l'ouvrier), brandissant respectivement la faucille et le marteau, symboles communistes des deux branches du prolétariat (l'agriculture et l'industrie).

### Architecture
C'est en 1932 que le réalisme soviétique devient le genre artistique officiel en URSS. Il a pour objectifs de développer une culture prolétarienne. En architecture, il met un terme au constructivisme jugé trop élitiste. Du même coup, certains architectes issus de l’ancienne académie tsariste sont réhabilités. Ils contribuent par exemple au projet du métro de Moscou (1933-1935), que les habitants de la ville peuvent admirer tous les jours. À l'exposition universelle de 1937 à Paris, le pavillon soviétique fait face au pavillon de l'Allemagne. On ne trouve, dans cette architecture, aucune trace de la période constructiviste russe. Le pavillon de l'URSS, long de 160 m, a été conçu par Boris Iofane.

## Œuvres réalistes socialistes dans le monde

### Roumanie
Certaines œuvres d'Alexandru Sahia et de Jules Perahim, entre beaucoup d'autres, peuvent être considérées comme tenant du réalisme socialiste.

### Canada
Les œuvres du peintre Frederick B. Taylor, qui montrent les milieux ouvriers de Montréal, sont considérées comme appartenant au réalisme socialiste.